# Białe Jezioro (gmina Sierakowice)
Białe Jezioro (kaszb. Biôłé Jezoro) – przepływowe jezioro wytopiskowe na Pojezierzu Kaszubskim w powiecie kartuskim (województwo pomorskie). Jezioro położone jest na północnozachodnim krańcu Kaszubskiego Parku Krajobrazowego w zespole jezior potęgowskich znajduje się na trasie szlaku turystycznego  Kaszubskiego.